# 関野剛平
関野　剛平（せきの こうへい、1994年8月1日 - ）は、北海道出身のバスケットボール選手である。ポジションはシューティングガード/スモールフォワード。レバンガ北海道所属。

## 来歴
湧別中から東海大四高校へ進学。その後東海大学に進む。
2017年2月、レバンガ北海道に特別指定選手登録、
卒業後、レバンガ北海道に正式入団。
高い運動能力と筋力を生かした、極めて高いディフェンス能力を持つ。相手のガードやフォワードのエース格とマッチアップし、執拗なマークで苦しめる。反面オフェンス能力はムラがあり、成長が期待される。また、そのルックスから女性人気が高い選手。
2019-20シーズンから、サンロッカーズ渋谷に移籍。
2023-24シーズンからレバンガ北海道に復帰。
2024-25シーズンより背番号が81から1に変更。